# Nunn
Nunn és una població dels Estats Units a l'estat de Colorado. Segons el cens del 2000 tenia 471 habitants.

## Demografia
Segons el cens del 2000, Nunn tenia 471 habitants, 158 habitatges, i 118 famílies. La densitat de població era de 102,7 habitants per km².
Dels 158 habitatges en un 38,6% hi vivien nens de menys de 18 anys, en un 62,7% hi vivien parelles casades, en un 7,6% dones solteres, i en un 24,7% no eren unitats familiars. En el 22,8% dels habitatges hi vivien persones soles el 8,9% de les quals corresponia a persones de 65 anys o més que vivien soles. El nombre mitjà de persones vivint en cada habitatge era de 2,98 i el nombre mitjà de persones que vivien en cada família era de 3,5.
Per edats la població es repartia de la següent manera: un 33,5% tenia menys de 18 anys, un 7,4% entre 18 i 24, un 31% entre 25 i 44, un 16,3% de 45 a 60 i un 11,7% 65 anys o més.
L'edat mediana era de 31 anys. Per cada 100 dones de 18 o més anys hi havia 96,9 homes.
La renda mediana per habitatge era de 35.714 $ i la renda mediana per família de 40.357 $. Els homes tenien una renda mediana de 27.292 $ mentre que les dones 21.875 $. La renda per capita de la població era de 14.769 $. Entorn del 17,2% de les famílies i el 19% de la població estaven per davall del llindar de pobresa.

## Poblacions més properes
El següent diagrama mostra les poblacions més properes.